# George G. Lorentz
George G. Lorentz (rus: Георгий Рудольфович Лоренц)  (Sant Petersburg, 25 de febrer de 1910 - Chico, 1 de gener de 2006) va ser un matemàtic rus emigrat als Estats Units. Va canviar el seu nom de naixement Georgi Rudolfovitx Lorentz pel de Georg Gunther Lorentz per germanitzar-lo mentre vivia a Alemanya.

## Vida i Obra
El seu pare era un enginyer ferroviari que va ser acomiadat dels ferrocarrils estatals per defensar els treballadors i la seva mare pertanyia a la família aristocràtica dels Chegodaev. El 1912 la família es va traslladar al Caucas, on els ferrocarrils eren de propietat privada i el pare podia tenir feina. Van residir successivament a Armavir, Sotxi i, finalment, Tbilisi, on Lorentz va fer els estudis secundaris a partir de 1923, primer en una escola russa i després en una alemanya. El 1926 va ingressar a l'Institut Politècnic de Tbilissi, on va destacar en matemàtiques i des d'on va anar a la universitat estatal de Leningrad el 1928, seguint la recomanació dels seus professors Muskhelixvili i Razmadze. Es va graduar el 1931 i va ser docent en aquesta universitat fins que el 1942 ell i la seva dona van aconseguir travessar el setge de Leningrad, marxant al Caucas i a camps de refugiats a Polònia. Des d'aquí va poder enviar uns articles al professor Konrad Knopp, qui li va obtenir una plaça docent a la universitat de Tubinga en la qual, a més, va rebre el doctorat el 1944. Acabada la guerra, va ser classificat com estranger indesitjable per les autoritats franceses d'ocupació, i es va traslladar a la zona americana on va ser professor a la universitat de Frankfurt com apàtrida fins al 1948. El curs següent va tornar a Tubinga com professor extraordinari i va dirigir els seus primers alumnes doctorals.
El 1949 va acceptar una plaça docent a la universitat de Toronto on va publicar el seu primer llibre Bernstein Polynomials (1953). Des de 1953 fins a 1958 va ser professor a l universitat Estatal Wayne de Detroit i des de 1958 fins a 1968 de la universitat de Syracuse. Finalment, el 1968 va ser nomenat professor de la universitat de Texas a Austin de la qual es va retirar el 1980.
A més del ja esmentat, Lorentz va publicar cinc llibres més, tots ells sobre teoria de l'aproximació i la interpolació. També va publicar més d'un centenar d'articles científics. Els seus camps de treball van ser la teoria de nombres (específicament la sumabilitat), la interpolació, l'anàlisi funcional i real i la teoria de l'aproximació.